# مرگ ناگهانی (فیلم ۱۹۷۷)
مرگ ناگهانی (به انگلیسی: Sudden Death) یک فیلم اکشن محصول سال ۱۹۷۷ به کارگردانی ادی رومرو با بازی رابرت کانرد، ثیر دیوید، لری مانتی و نانسی کانرد است.

## داستان
هنگامی که کل خانواده اد نیلسون (کن متکالف) به طرز فجیعی به قتل می رسند، او از دوک اسمیت (رابرت کانرد) مامور بازنشسته سیا درخواست کمک می‌کند و ...